# Maxime Masson
Pour les articles homonymes, voir Masson.
Maxime Masson (15 octobre 1867 à Saint-Justin, Comté de Maskinongé, Québec, Canada -  2 octobre 1960) a été le principal architecte du patrimoine religieux de la localité de Sainte-Thècle, située en Mauricie, dans la province de Québec (Canada).
Durant sa cure de 52 ans à Sainte-Thècle, il a été le principal maître d'œuvre de la construction de l'église (1903 à 1905), du presbytère ainsi que des autres dépendances sur le terrain du conseil de fabrique. Il contribua à l'érection du couvent dirigé par les Filles de la Charité du Sacré-Cœur de Jésus (1912) et du premier collège dirigé par les Frères de Saint-Gabriel (1939).

## Un artisan plein de talents
Maxime Masson a conçu le magnifique calvaire situé au fond du cimetière (1935), un lion en ciment situé sur le côté extérieur de l'église (1939) et les tableaux au plafond de la sacristie. Maxime Masson est le donateur d’un chemin de croix sculpté en pierre, provenant des Ateliers Vaucouleurs en France, et érigé dans le cimetière paroissial. Il a exécuté d’importants travaux d’embellissement (par exemple, des pots de fleurs en ciment, des boules de ciment, le perron, la fontaine d'eau), en avant de l’église et du presbytère.
Il était doué d'un talent d'artisan. Il a fabriqué, entre autres, une horloge de bois, dont la base ressemble à la base des clochers de l'église et le haut au maître-autel de l'église.

## Statistiques sur les baptêmes
Maxime Masson a célébré 2497 baptêmes durant sa cure à Sainte-Thècle (du 7 février 1903 au 30 avril 1955). Il a célébré 22,4 % des baptêmes inscrits dans les registres de Sainte-Thècle (soit de 1869 à septembre 2012).

## Première auto
Il posséda l'une des premières automobiles de l'histoire de Sainte-Thècle, une Ford Runabout modèle T de l'année 1911.

## Ouragan de 1938
La plus grande épreuve de sa cure a été l'écrasement des deux clochers de l'église lors de l'ouragan du 3 août 1938.

## Études et assignations
Maxime Masson est le fils d'Amable Masson, cultivateur et de Zoé Paquin. Il a fait son cours classique au Séminaire Saint-Joseph de Trois-Rivières et ses études théologiques au grand séminaire de Trois-Rivières. Mgr Louis-François Richer Laflèche l'a ordonné prêtre le 8 juillet 1894, en la chapelle du Séminaire Saint-Joseph de Trois-Rivières.
Au début de sa prêtrise, Maxime Masson a été vicaire à la paroisse de Saint-Justin (1894-1899), à Saint-Léon (1902), à Saint-Timothée d'Hérouxville (1902-1903), avant d'être assigné comme curé à Sainte-Thècle, le 6 février 1903. Il a été aumônier du mouvement Action catholique et d’associations pieuses. Maxime Masson a été le premier président de la Commission scolaire du village de Sainte-Thècle du 19 juillet 1915 au 14 avril 1947.

## Hommages pour son œuvre de vie
Il a terminé sa cure à Sainte-Thècle le 1er juillet 1955. Son 50e anniversaire de sacerdoce a été célébré le 16 juillet 1944; et le 60e anniversaire de son sacerdoce, le 6 juin 1954, dans la salle du deuxième collège, dirigé par les Frères de Saint-Gabriel. Au cours de cette dernière fête, M. Maxime Masson, alors âgé de 87 ans, déclarait: « Sainte-Thècle, c'est ma vie, c'est mon œuvre ». Deux désignations toponymiques lui ont été attribuées en reconnaissance de son œuvre à Sainte-Thècle : l'École Masson (soit l'ancien collège) et la rue Masson laquelle relie le village d'en bas et le village de l'église.
Il est décédé le 2 octobre 1960 et inhumé au cimetière de Sainte-Thècle.